# Oskar Schwartz
Oskar Wolfrgang Schwartz (26 de octubre de 1901 - 13 de octubre de 1945) fue un botánico alemán nacido en Letonia, y destacado taxónomo de numerosas familias.
En 1925, obtuvo su doctorado por la Universidad de Gotinga, con una disertación sobre Pontederiaceae.

## Algunas publicaciones

### Libros
- oskar Schwartz. 1939. Flora des tropischen Arabien. Institut für Allgemeine Botanik in Hamburg Mitteilungen 10, 393 p.

- ---------------------. 1931. Piperaceae. 32 p.

- ---------------------. 1926. Anatomische, morphologische und systematische Untersuchungen über die Pontederiaceen. Ed. Heinrich, 58 p.

## Honores

### Membresías
- Deutsche Akademie der Naturforscher Leopoldina